# Jahn Czernowitz
Jahn Czernowitz (Roemeens:Jahn Cernăuţi) was een Duitse voetbalclub  uit Cernăuți, een stad die achtereenvolgens tot Oostenrijk-Hongarije, Roemenië en de Sovjet-Unie toebehoorde en momenteel in Oekraïne ligt.

## Geschiedenis
De club werd in 1903 opgericht door Duitse studenten uit de stad. In 1908 nam de club de naam DFC Czernowitz (DFC = Deutscher Fuballklub) aan.
In het voorjaar van 1909 splitste een deel van de club zich af als IFC Czernowitz (IFC = Internationaler Fußballklub). Deze club fusioneerde op 27 mei 1910 met het één jaar eerder opgerichte Danubia Czernowitz en nam de naam BASK Czernowitz (BASK = Bukowinaer Allgemeiner Sportklub) aan. In het Roemeens luid de clubnaam Societatea Generală de Sport Cernăuți. In 1910 sloot Sarmatia Czernowitz zich bij de club aan en in 1912 scheidde dat deel zich opnieuw af als Dorost Sokoly, deze club nam in 1919 de naam Polonia Czerniowce aan. BASK werd in juni 1928 ontbonden.
Op 8 september 1910 fusioneerde DFC Czernowitz met de Duitse turners uit Czernowitz en werd zo Czernowitzer Turn- und Sportverein Jahn (Roemeens: Clubul Sportiv Jahn Cernăuți). Nadat de sportclub zich aanvankelijk bezighield met wandelen, turnen en voetbal hield de club zich na de Eerste Wereldoorlog ook bezig met atletiek. Door de bouw van een eigen sportcomplex in 1923 werd er vanaf dan ook vuistbal, tennis, schaatsen en ijshockey gespeeld. In de jaren 30 kreeg de club ook een afdeling in handbal, volleybal, tafeltennis en skiën.
De voetbalafdeling nam vanaf het begin van de jaren twintig deel aan het regionale kampioenschap van Cernăuți. In 1923/24 werd de club 
kampioen en plaatste zich voor de eindronde om het Roemeense kampioenschap. Nadat Brașovia Brașov forfait gaf plaatste de club zich voor de halve finale en verloor daar met 0-1 van CAO Oradea. Het volgende seizoen werd de club opnieuw kampioen en overleefde weer de eerste ronde door een forfait van de tegenstander. In de kwartfinale versloeg de club Oltul Slatina met 4-0. In de halve finale was UCAS Petroșani echter te sterk voor de club. Jahn is een van de weinige clubs uit de stad die een wedstrijd kon winnen in de Roemeense eindronde, stadsrivalen Polonia, Makkabi en Hakoah werden telkens in de eerste ronde uitgeschakeld. Enkel Dragoș Vodă Cernăuți kon ook de halve finale bereikten en in 1937/38 speelde deze club zelfs in de hoogste klasse.
Hierna kon Jahn zich niet meer plaatsen voor de eindronde, maar werd wel nog vijf keer vicekampioen. Vanaf 1932/33 werd er geen eindronde meer gespeeld, maar ging er een heuse competitie van start. Nadat de club kampioen werd in 1934 werd de club medeoprichter van de Divizia B, de nieuwe tweede klasse. Er waren vijf reeksen van acht clubs en Jahn werd derde in reeks V. Ook het volgende seizoen werd de derde plaats bereikt. Nadat het aantal reeksen verminderd werd eindigde de club steeds lager. In 1937 scheidde de voetbalsectie FS Jahn Czernowitz zich van de sportclub af. In 1939 trok de club zich terug uit de tweede klasse en speelde het volgende seizoen opnieuw in de eerste klasse van het district Czernowitz en werd daar kampioen. In de zomer van 1940 werd de club ontbonden nadat de Duitse bevolking verhuisde naar het Duitse Rijk.
Na de Tweede Wereldoorlog stichtten de Boekovina-Duitsers, waarvan de meesten naar Stuttgart getrokken waren een nieuwe sportclub die TSV Jahn Büsnau heette.